# Đảo Ducie

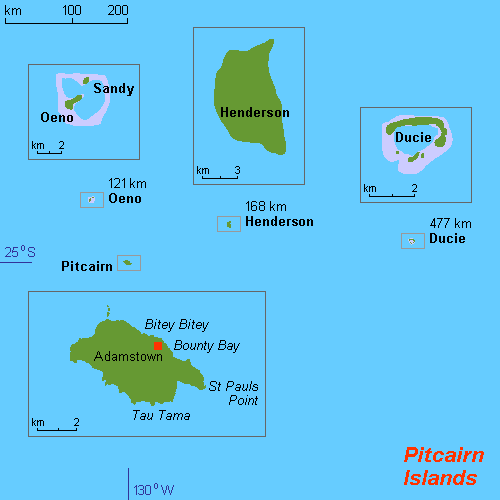
Vị trí của đảo Ducie trong quần đảo Pitcairn.

Đảo Ducie (/ˈduːsi/) là một đảo san hô nhỏ, bỏ hoang trong quần đảo Pitcairn. Nó nằm cách đảo Pitcairn 535 kilômét (332 mi) về phía đông, đảo Henderson 354 kilômét (220 mi) về phía đông, và có tổng diện tích 1,5 dặm vuông Anh (3,9 km2), gồm cả cái phá bên trong. Đảo dài 1,5 dặm (2,4 km), đo từ đông bắc sang tây nam, và rộng chừng 1 dặm (1,6 km).
Dù khá trơ trụi, đây là nơi sinh đẻ của nhiều loài chim. Hơn 90% tổ hải âu Murphy nằm ở Ducie.
Ducie được phát hiện lần đầu năm 1606 bởi Pedro Fernandes de Queirós, người đã đặt tên nó là Luna Puesta, và được tái phát hiện bởi Edward Edwards, thuyền trưởng HMS Pandora, người được phái đi năm 1790 để bắt giữ thủy thủ nổi loạn của HMS Bounty. Ông đặt tên đảo là Ducie để vinh quanh Francis Reynolds-Moreton, Baron Ducie thứ III.